# Spelobia occidentalis
Spelobia occidentalis är en tvåvingeart som först beskrevs av Adams 1904.  Spelobia occidentalis ingår i släktet Spelobia och familjen hoppflugor.
Artens utbredningsområde är Kalifornien. Inga underarter finns listade i Catalogue of Life.